# Kiawah Island (Karolina Południowa)
Kiawah Island – miasto w Stanach Zjednoczonych, leżące  hrabstwie Charleston w Karolinie Południowej.